# Hemigrammocharax multifasciatus
Hemigrammocharax multifasciatus är en fiskart som först beskrevs av George Albert Boulenger 1923.  Hemigrammocharax multifasciatus ingår i släktet Hemigrammocharax och familjen Distichodontidae. IUCN kategoriserar arten globalt som livskraftig. Inga underarter finns listade i Catalogue of Life.